# Filipovské Chaloupky
Filipovské Chaloupky (německy Philippsdorf) jsou osadou a základní sídelní jednotkou obce Dobronín. V roce 2009 tu bydlelo v 17 staveních 36 obyvatel. Leží v nadmořské výšce 509 metrů nad mořem na silnici třetí třídy č. 3527, půl kilometru západně od silnice druhé třídy č. 352 do Polné a kilometr severovýchodně od silnice druhé třídy č. 248 do Dobronína. 1,5 km severně se nachází osada Cihelna. Asi půl kilometru od osady u silnice na Polnou roste památná borovice.

## Historie
Vznikly v roce 1733 jako původní německá osada, založil je hrabě Filip Ludvík ze Sinzendorfu, od jehož jména pochází i původní název „Filippsdorf“. Podle sčítání obyvatelstva v roce 1869 byly místní částí Dobronína s názvem Filipov, v roce 1880 se neuvádí, v roce 1890 spadaly pod názvem Chaloupky opět pod Dobronín, v letech 1990–1921 nesly název Filip a patřily pod Dobronín, v letech 1921–1930 se staly osadou Dobronína a v pozdějších sčítáních se již neuvádí jako osada. Po odsunu německého obyvatelstva roku 1945 byly osídleny českými občany.